# Villanella
In musica, la villanella, o canzone villanesca, è una forma di canzone profana, nata in Italia nella prima metà del XVI secolo. Apparsa in principio a Napoli, influenzò la più tarda forma della canzonetta e – in seguito – del madrigale.
L'argomento delle villanelle era generalmente rustico, comico e spesso satirico: di frequente si parodiava il manierismo della musica di allora, frequente, ad esempio, nei madrigali. Lo schema delle rime nelle prime forme napoletane è in genere: abR abR abR ccR. La villanella divenne una delle forme musicali più popolari in Italia verso la metà del XVI secolo.
Le prime villanelle erano eseguite da tre voci a cappella. I primi compositori di villanelle furono i napoletani Giovanni Domenico da Nola, Giovan Tomaso di Maio e il monticiano Giovanni Tommaso Cimello (didatta, egli stesso, a Napoli); più tardi si cimentarono in questa forma anche compositori di altre città, tra i quali Adrian Willaert, Luca Marenzio, Adriano Banchieri, Orlando di Lasso e altri.

## Discografia
- Voria crudel tornare, villanelle napoletane del cinquecento, Ensemble San Felice direttore Giangiacomo Pinardi, viola da gamba e lira calabrese Federico Bardazzi, prima registrazione assoluta, Tactus 2003
- Johann Hieronymus Kapsperger La Villanella, L'Arpeggiata direttore Christina Pluhar, Outhere Music 2004
- Tra moresche e villanelle, Nuova Compagnia di Canto Popolare, Squilibri 2020
- Erotica Antiqua, Neapolitan Villanellas . Autori vari, soprano Letizia Calandra, Francesco Cera cembalo e direttore musicale, Ensemble Arte Musica. Brilliant classics 95448.  Anno di pubblicazione 2017